# Кардам Сакскобургготски
Кардам Сакскобургготски или Кардам Търновски (на испански: Kardam de Sajonia-Coburgo-Gotha y Gómez-Acebo, Kardam de Bulgaria) е български княз и испански икономист, първороден син на цар Симеон II и царица Маргарита. До смъртта си през 2015 г. е първи в линията за наследяване на Българския царски дом.
Официалното му монархическо название е „Негово Царско Височество Кардам, Княз Търновски и Херцог Саксонски“.

## Ранни години и образование
Роден е на 2 декември 1962 г. в испанската столица Мадрид, в семейството на испанската благородничка Маргарита Гомес-Асебо и Сехуела и последния български цар Симеон II. Родителите на майка му са екзекутирани през 1936 г. от републиканци марксисти, малко след началото на гражданската война в Испания.
Завършва френския лицей „Сент-Екзюпери“ (Lycée Français de Madrid) в родния си град, след което продължава образованието си в университета „Кларк“ (Clark University) в САЩ, където получава диплома по философия и международна икономика. Учи агроиндустрия и хидромелиорации в университета „Пен“ (Pennsylvania State University, Penn State), в Пенсилвания и защитава магистратура по селскостопанска икономика.

## Професионална кариера
Започва работа в Буенос Айрес (1989 г.) в многонационалната агропромишлена компания „Фаунтинхед груп“ (The Fountainhead Group). По-късно живее и работи в САЩ като агроикономист в компанията „GIC Group“, Вирджиния. В продължение на дълги години работи като директор по маркетинга в испанската телекомуникационна компания „Телефония мовилес интерконтинентал“, ген. директор на проекти UMTS.

## Семеен живот
На 11 юли 1996 г. в Мадрид княз Кардам се жени за испанската благородничка Мириам де Унгрия и Лопес. Венчавката се извършва в православната църква „Св. св. Андрей и Димитър“ в Мадрид (през 1973 г. княз Кардам представлява баща си при полагането на първия камък на този храм).
Княгинята е родена на 2 септември 1963 г. в Мадрид, в семейството на Мария дел Кармен Лопес и Олеага и Бернардо де Унгрия и Гоибуру. Родителите ѝ са с баски етнически произход. Завършва история на изкуствата и специализира гемология. Работи в областта на дизайна на бижута. През 2014 г. представя авторска колекция под марката „MdeU“.
Имат двама сина:
- княз Борис Търновски (р. 12 октомври 1997 г.), явяващ се, след кончината на баща си, кронпринц – наследник на българската царска корона
- княз Белтран (р. 23 март 1999 г.).[4]

През 2000 г. княз Кардам и съпругата му посещават България. Те присъстват на панихидата в памет на цар Борис III и на организирания през месец август събор на Рожен.

## Кончина

### Автомобилна катастрофа
На 15 август 2008 г. към 14:50 часа, княз Кардам и съпругата му Мириам Унгрия претърпяват тежка автомобилна катастрофа в близост до Мадрид. Инцидентът става на магистрала „А 1“. На голям вираж при град Ел Молар, намиращ се на 46,3 км северно от испанската столица князът губи контрол върху шофирания от него „Ягуар“. Автомобилът излита от пътя, удря се в дърво и се преобръща. Според испанската „Гражданска гвардия“ Кардам е карал с около 150 км/ч, при ограничение от 100 км/ч. Князът получава тежка черепно-мозъчна травма, много фрактури на ръцете и на гръбначен прешлен и изпада в кома, Мириам е със счупен лакът на едната ръка, счупени ребра и колабирал бял дроб. С намесата лично на крал Хуан Карлос I, на мястото на катастрофата веднага е изпратен хеликоптер, който откарва тежко ранения княз в мадридската болница „12-и октомври“ (12 de Octubre). Мириам е откарана в болница „Ла Пас“ (La Paz).

### Лечение
Князът остава в будна кома близо седем години. В това си състояние той не е способен да комуникира. През това време семейството му търси помощ от невролози.
Два месеца след като е хоспитализиран, Кардам е преместен в университетската болница „Санчинаро“ (Hospital Universitario Sanchinarro). През декември 2008 г. е изписан от болницата и лечението му продължава в домашни условия. От лятото на 2009 г. Кардам е подложен на близо едногодишно лечение с хормон на растежа в клиника в галисийския град Тео, близо от Сантяго де Компостела. През лятото на 2010 г. е преместен в дома си в Мадрид, който е оборудван за специалните му нужди.

### Смърт и погребение
Кардам Сакскобургготски умира на 7 април 2015 година, в 11:30 ч., в мадридската болница „Санчинаро“, в резултат на белодробна инфекция, която е следствие от дългогодишното му обездвижване.
Погребението е извършено на 8 април в тесен семеен кръг на мадридското гробище „Сан Исидро“ (San Isidro). Опелото е отслужено от митрополит Поликарп и архимандрит Димитрий, представители на вселенския патриарх за Испания и Португалия. Съболезнователни адреси и венци са изпратени от испанското кралско семейство, мароканския крал, японското императорско семейство и други държавници. От българска страна съболезнования изказват президентът Росен Плевнелиев, премиерът Бойко Борисов и патриарх Неофит. На следващия ден в храм-паметник „Св. Александър Невски“ и в митрополитската катедрала „Св. Неделя“ в София, с благословията на патриарха, е произнесена заупокойна молитва (трисагий) за Кардам, княз Търновски.
На 16 май, по повод 40 дни от смъртта на Кардам, в софийската църква „Св. Седмочисленици“ е отслужена панихида. Ръководена е от Тивериополския епископ Тихон, патриаршески викарий, в присъствието на родителите и съпругата на Кардам и патриарх Неофит.
На помена в Мадрид се събират над триста души. Панихидата е отслужена на 8 юни от митрополит Антоний Западно и Средноевропейски в църквата „Сан Херонимо ел Реал“. Сред гостите присъстват испанските крале Хуан Карлос I и Фелипе VI, и кралиците София и Летисия, Беатрикс Нидерландска, крал Вилем-Александър и кралица Максима от Нидерландия, принц Павлос Гръцки, глава на гръцкия кралски дом, херцог Дуарте Пиу, глава на португалския кралски дом Браганса, представители на Орлеанския дом и др.
В навечерието на 9-ата годишнина от кончината на княз Кардам в тесен семеен кръг тленните му останки са пренесени на българска земя. На 6 април 2024 г. в параклиса „Св. св. Цар Борис и Йоан Рилски Чудотворец“ на двореца Врана е отслужена заупокойна литургия от белоградчишкия епископ Поликарп. На 4 май (Велика събота) тленните останки са положени в гроба му в криптата на двореца.